# Hervé Panizzi
Hervé Panizzi (13 juli 1967) is een Frans voormalig rallynavigator.

## Carrière
Panizzi debuteerde als navigator van zijn broer Gilles in 1988 in de rallysport. In de jaren negentig profileerden ze zich in het Frans rallykampioenschap, en maakten vanaf 1995 onderdeel uit van het fabrieksteam van Peugeot. In 1996 en 1997 grepen ze met een Formule 2 Peugeot 306 Maxi naar de Franse titel op asfalt en in het Wereldkampioenschap Rally behaalden ze in het seizoen 1997 ook twee podium resultaten met deze auto. Later werden ze ook onderdeel van het programma met de Peugeot 206 WRC en het duo wonnen hun eerste WK-rally in Corsica 2000, en volgden dit op met een overwinning in San Remo. Ze droegen hiermee bij aan de constructeurstitel voor Peugeot dat jaar. In 2001 wonnen ze wederom in San Remo, terwijl ze in het seizoen 2002 drie keer naar de winst grepen op asfalt, in Corsica, Catalonië en San Remo. In beide seizoenen won ook Peugeot de titel bij de constructeurs. In 2003 werden de resultaten minder, maar de gebroeders Panizzi wisten in regenachtige omstandigheden in Catalonië nog te winnen.
Voor 2004 stapten ze over naar Mitsubishi, die dat jaar een nieuwe versie van de Lancer WRC introduceerde. Grote successen bleven uit dat jaar, maar het seizoen 2005 begon goed met een sterke derde plaats in Monte Carlo; Mitsubishi's eerste podium resultaat in bijna vier jaar. Het duo kwam in het restant van het seizoen echter nog maar sporadisch in actie en Mitsubishi stopten na dat jaar ook hun activiteiten als fabrieksteam. In 2006 reden ze nog kortstondig voor het Red Bull Škoda team, maar na een paar optredens keerden ze niet meer terug en Hervé beëindigde zijn actieve carrière als navigator.